# Средняя (бухта, залив Восток)
Сре́дняя — бухта в заливе Восток Японского моря
Бухта Средняя вдаётся в западный берег залива Восток между мысом Пущина и находящимся в 8,5 кабельтовых к северо-востоку от него мысом Пашенинникова.
Берега бухты возвышенные и холмистые. Северный берег извилист и изрезан бухточками.
Мысы, выступающие от берегов бухты, окаймлены камнями.
Грунт в бухте преимущественно илистый, а около мысов каменистый.
На берегу бухты находится посёлок с одноимённым названием, административно относящийся к микрорайону Ливадия города Находка.
В бухте Средняя действует центр адаптации морских млекопитающих ТИНРО-Центра (ЦАММ ТИНРО-Центра).